# دیوید دویل (هنرپیشه)
دیوید دویل (انگلیسی: David Doyle؛ ‏ ۱ دسامبر ۱۹۲۹ – ۲۶ فوریهٔ ۱۹۹۷) بازیگر اهل ایالات متحده آمریکا بود. وی بین سال‌های ۱۹۵۹ تا ۱۹۹۷ میلادی فعالیت می‌کرد.
از فیلم‌ها یا برنامه‌های تلویزیونی که وی در آن نقش داشته است، می‌توان به کاپریکورن یک و آخرین رقص سالومه اشاره کرد.